# زمستان ۶۶
زمستان ۶۶ یک نمایشنامه از محمد یعقوبی راجع به جنگ ایران و عراق است. این نمایش در سال ۱۳۷۶ برندهٔ بهترین کارگردانی از جشنواره تئاتر فجر شد.
در سال‌های ۷۷ و ۹۰ و ۹۶ این نمایش به صحنه رفته‌است. این نمایش در سال ۱۳۷۶ در سالن چهارسو (تئاتر شهر) به روی صحنه رفت و اجرای عمومی در سال ۱۳۷۷ در سالن شماره‌ی دو بود. در هر دو اجرای سال ۱۳۷۶و ۱۳۷۷ ریما رامین‌فر،‌پانته‌آ بهرام، رحیم نوروزی، محمدرضا حسین‌زاده، پوپک گلدره و هومن برق‌نورد بازی می‌کردند. در اجرای سال ۱۳۹۰ به کارگردانی محمد یعقوبی که در سالن چهارسو به روی صحنه رفت رویا افشار، آیدا کیخایی،‌ سعید زارعی، علی سرابی، باران کوثری و نوید محمدزاده ایفای نقش کردند. 
محمد یعقوبی زمستان ۶۶ را به زبان انگلیسی در سال ۲۰۲۰  در فستیوال تئاتر نکست‌استیج در تورنتو،‌کانادا به روی صحنه برد. آیدا کیخایی، پارمیدا وند، جاناتان شابو، آرمان قائنی‌زاده، سارا مارشاند و امیر زاوش در اجرای انگلیسی ایفای نقش کردند. 
نمایش‌نامه‌ی زمستان ۶۶ نخستین بار توسط نشر قصیده‌سرا چاپ و منتشر شد. سپس سال ۱۳۸۱ توسط انتشارات اندیشه‌سازان چاپ و منشر شد. پس از آن توسط انتشارات افراز در سال ۱۳۹۰ چاپ و منتشر شد. نمایش‌نامه‌ی زمستان ۶۶ در سال ۲۰۲۳ به دو زبان انگلیسی و فارسی توسط انتشارات نمایش‌نامه‌نویسان کانادا چاپ و منتشر شد. 

## موضوع
«زمستان ۶۶» روایتگر رویدادهایی است که در یک خانواده در اولین روز موشک‌باران تهران در اسفندماه سال ۱۳۶۶ رخ می‌دهد. موشک‌باران تهران مسایل و مشکلات جدیدی برای افراد خانواده به وجود می‌آورد که اختلافات پیشین آنها را به حاشیه می‌راند.